# Donaubach
De Donaubach is een riviertje in Duitsland dat ontspringt in het stadje Donaueschingen. Het riviertje is tussen de 300 en 500 meter lang en is grotendeels overkluist. Alleen de bron en de monding zijn zichtbaar. Hij komt uiteindelijk in de Brigach terecht. Het riviertje wordt in Duitsland gezien als de bron van de Donau. De bron is daarom een toeristische trekpleister.
Deze bron van de Donau ligt zeer westelijk, slechts op ca. 40 km ten noorden van de Rijn, dicht bij de grote Europese waterscheiding tussen de Rijn, die via de Noordzee in de Atlantische Oceaan uitstroomt, en de Donau, die in de Zwarte Zee uitstroomt. 